# غافين فلوود
غافين فلوود (بالإنجليزية: Gavin Flood)‏ هو مختص في علم الهنديات بريطاني، ولد في 1954 في برايتون في المملكة المتحدة.

## وصلات خارجية
- الموقع الرسمي